# 太田勝也
太田 勝也（おおた かつや、1943年 - ）は、日本の歴史学者、近世日本史研究者、筑波大学名誉教授。
北海道生まれ。1971年、中央大学大学院博士課程満期退学、図書館短期大学助教授、改組により図書館情報大学助教授、のち教授。合併により筑波大学教授。2009年、定年退任・名誉教授。1990年「鎖国時代長崎貿易史の研究」で中央大文学博士。江戸時代長崎貿易が専門。 

## 著書
- 『近世における駄賃稼ぎと商品流通』御茶の水書房、1978年　村落社会構造史研究叢書
- 『鎖国時代長崎貿易史の研究』思文閣出版、1992年
- 『長崎貿易』同成社、2000年

## 共編著
- 『近世地方文書例集』北条浩共編　御茶の水書房、1979年
- 『近世長崎・対外関係史料』編　思文閣出版、2007年
- 『糸割符の検証』編著　歴史情報舎、2010年
- 『「寛永鎖国」と「鎖国令」』編著　歴史情報舎、2010年